# De Vlaardingse Openbare Scholengroep
De Vlaardingse Openbare Scholengroep is een Nederlandse Middelbare Scholengemeenschap van openbare scholen voor vmbo, havo, vwo en gymnasium in Vlaardingen en Schiedam. Ook wordt er onderwijs geboden met lwoo en tto. 

## Scholen
De scholengroep kent vier scholen:
- Het Lyceum Vos - havo, tto, vwo
- De Mavo Vos - kbl-mavo, mavo, liftklas
- Het College Vos - bbl, kbl, lwoo, Groeiklas
- De Internationale Vos - internationale schakelklas, Liftklas